# Roy Ollier
Pour les articles homonymes, voir Ollier.
Roy Ollier, né le 2 décembre 1954 , est un joueur professionnel de squash représentant l'Australie. Il atteint en avril 1980 la 25e place mondiale sur le circuit international, son meilleur classement.